# Axtell (Nebraska)
Axtell est un village du comté de Kearney, dans l'État du Nebraska, aux États-Unis. En 2020, il comptait une population de 732 habitants.